# صدف صخره
صدف صخره (نام علمی: Saccostrea) نام یک سرده از تیره چروک‌صدفان است.